# Japán filmművészet
A japán mozi (日本映画 (nihon eiga), vagy ahogy belföldön ismert: 邦画 (hóga, „japán film”)) több mint száz éves történelemmel rendelkezik. Japánnak van az egyik legrégebbi és legnagyobb filmipara a világon; 2010-es állás szerint a negyedik legnagyobb volt a játékfilmek előállítása szempontjából. 2011-ben Japán 411 játékfilmet készített, mely a jegyirodák bevételének 54,9%-át jelentette – ez 2,338 milliárd dollárral egyenértékű. 1897 óta készítenek Japánban filmeket, ekkor érkezett az országba az első operatőr. Az  Ázsiában készített legjobb filmekről szóló listán, a Sight & Soundon a japán munkák a legjobb 12-ből 8 helyet foglalnak el, köztük például az 1953-as Tokiói történettel, amely első helyet ért el a listán. Japán négyszer nyerte el a legjobb idegen nyelvű filmnek szóló Oscar-díjat, többször, mint bármely más ázsiai ország.

## Történelem

### Néma korszak

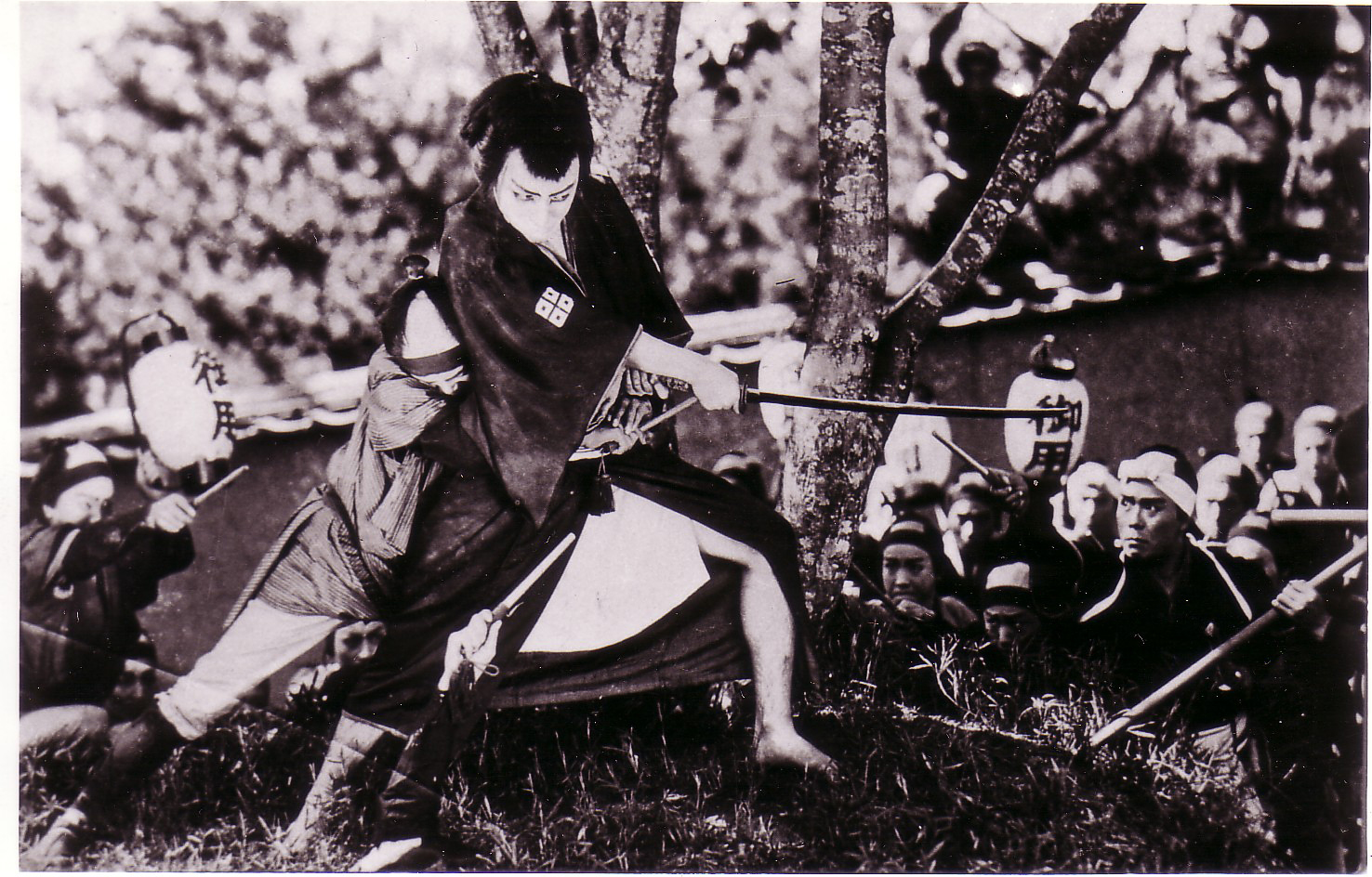
Orocsi (Futagava Buntaró)

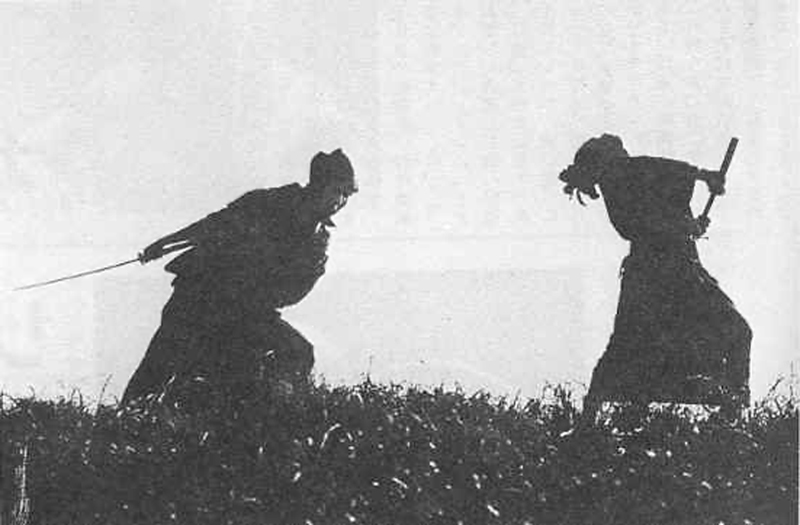
Roningai (Makino Maszahiro)

A kinetoszkópot először Thomas Edison mutatta be, és helyezte kereskedelmi forgalomba az Amerikai Egyesült Államokban 1894-ben, Japánba pedig 1896 novemberében jutott el. A Vitascope (régi típusú némafilmvetítő gép) és a Lumière fivérek Kinematográfja Japánba 1897. elején jutott el, Kacutaro Inabata üzletember által. Lumière operatőr volt az első, akik japánban forgatott filmet. A mozgókép viszont nem számított teljesen újdonságnak a japánok számára a gazdag filmművészet előtti eszközeik hagyománya miatt, mint például a gentó és a laterna magica (bűvös lámpás).  Az első sikeres japán film 1897. végén került napvilágra Tokióban.
1898-ban készítettek néhány kísértet filmet, mint például a Siró Asano rövidfilmek, a Bake Dzsizo és a Sinin no Szoszei. Az első dokumentumfilm a Gésa no teodori c. rövidfilm 1899 júniusában készült. Cunekicsi Sibata készített néhány korai filmet, köztük a Momidzsigarit 1899-ben, melyben két híres színész adott elő egy jól ismert kabuki színdarabot. A korai filmekre hatással volt a tradicionális színház, mint például a kabuki és a bunraku.
A 20. század hajnalán a mozik Japánban bensiket, azaz mesemondókat fogadtak, akik a vetítővászon mellett ülve narrálták a néma filmeket. Ők voltak a leszármazottjaik a kabuki dzsóruriknak, a kódan mesemondóknak, a vásári kikiáltóknak és más alternatív szóbeli mesemondóknak. A bensit zene is kísérhette, mint a néma filmeket a „nyugat mozijában”. A hang megjelenése a korai 30-as években a bensik fokozatos eltűnését eredményezte.
1908-ban Makino Sózót tekintették a japán filmrendezés előharcosának, befolyásos karrierjét a Honnódzsi gasszennel (本能寺合戦) kezdte, melyet a Jokota Sókainak gyártott. Sózó felvette Onoe Macunoszuke korábbi kabuki színészt, hogy szerepeljen produkcióiban. Onoe Japán elsőszámú filmsztárjává vált több mint 1000 filmben való szereplésével – ezek leginkább rövidfilmek voltak 1909 és 1926 között. Az Onoe-Makino páros úttörőként vezette be a dzsidaigeki stílust. Okada Tokihiko népszerű romantikus vezéregyénisége volt ugyanezen kornak.
Az első japán női előadó, aki hivatásos szereplőként jelent meg filmvásznon a táncos és színésznő Takagi Tokuko volt. Négy rövidfilmben szerepelt az amerikai székhelyű Thanhouser Company-nél 1911 és 1914 között.
Az 1910-es években az értelmiség körében növekedett japán mozi kritikusainak száma, míg végül új mozgalommá alakultak, mely átformálta a japán filmet. A filmkritika a korai film-magazinokkal kezdődött, mint például a Kacudó sasin (1909-től), és egy teljes hosszúságú könyv, melyet Gonda Jaszunoszuke írt 1914-ben. Számos korai filmkritikus azonban arra fókuszált, hogy a Nikkacuhoz és a Tenkacuhoz hasonló stúdiók munkáit becsmérelje azon indokból kiindulva, hogy túl színháziasa: többek között a kabukiból és a sinpából használtak elemeket, mint például az onnagata, és nem alkalmazták a filmtechnika lehetőségeit a történet elmesélésére, hanem inkább a bensikre támaszkodtak. Később a "Tiszta Film Mozgalom"-nak nevezett írókból és magazinokból (mint például a Kinema Record) álló közösség szólalt fel ezen filmtechnikák tágabb körű használatáért. Néhány kritikus, ahogy Kaerijama Norimasza, saját ötleteit alkalmazva rendezett filmeket, mint például a Szei no kagajaki (1918). Ugyanekkor párhuzamos erőfeszítések folytak máshol a filmiparban. Inoue Maszao az 1917-es The Captain's Daughter című filmjében elkezdett olyan technikákat használni, melyek a néma filmek korában még jobbára ismeretlenek voltak, mint például a premier plán. A Tiszta Film Mozgalom volt a központja a gendaigeki és a forgatókönyv írás fejlődésének.

### 1920-as évek
1920 körül új stúdiók alakultak mint, a Sócsiku és a Taikacu, és ezek támogatták a filmreformot. A Taikacunál Thomas Kurihara rendezett filmeket, melyeket a novellista Tanizaki Dzsunicsiró írt – ő szintén erős támogatója volt a filmreformnak. Még a Nikkacu is gyártott reformfilmeket a rendező Tanaka Eizó segítségével. Az 1920-as évek közepére a színésznők leváltották az onnagatákat (női szerepet játszó férfiak), és a filmek egyre több új eszközt használtak az úttörő Inoue-t követve. A legtöbbet tárgyalt némafilmek japánból Mizogucsi Kendzsi művei, kinek későbbi munkái (mint például a Szaikaku Icsidai Onna) mind a mai napig nagy tekintélynek örvendenek.
A japán filmek az 1920-as évek közepe felé igen nagy népszerűségre tettek szert a külföldi filmekkel szemben, részben a filmsztárok népszerűségének köszönhetően, részben pedig egy új stílusú dzsidaigeki megjelenésének köszönhetően. Rendezők, mint például IItó Daiszuke és Makino Maszahiro olyan szamurájfilmeket készítettek, mint a Csúdzsi tabi nikki és a Róningai lázadó antihősökkel a főszerepben, gyors vágású harcjelenetekkel, melyek egyaránt voltak kritikailag elismertek és kereskedelmileg sikeresek. Néhány sztár, mint például Bandó Cumaszaburó, Arasi Kandzsúró, Kataoka Csiezó, Irie Takako és Csikava Utaemon a Makino Eigaszeiszakuso által ihletve megalakították saját független produkciós cégüket, ahol olyan rendezők fejlesztették képességeiket, mint Inagaki Hirosi, Itami Manszaku és Jamanaka Szadao. A rendező, Kinugasza Teinoszuke létrehozott egy produkciós céget, hogy elkészítse a kísérleti mesterművét a Kurutta Ippédzsit, főszerepben Inoue Maszaóval 1926-ban. Sok cég a fentiek közül, míg a némafilmek korában sikeresen helytállt a nagy stúdiókkal szemben, mint például a Nikkacu, a Sócsiku, a Teikine és a Toa Studios, a hang megjelenésével, és az arra való költséges átállás következtében nem tudtak fennmaradni.
A baloldali politikai mozgalmak és a szakszervezetek felemelkedésével az 1920-as évek végén keletkeztek az úgynevezett „tendencia filmek”, baloldali tendenciákkal, kiemelkedő példákkal Mizogucsi Kendzsi, Itó Daiszuke, Szuzuki Sigejosi és Ucsida Tomu által. Kontrasztként ezekkel a kereskedelmileg gyártott35 mm-es filmekkel szemben a Japán Marxista Proletár Film Szövetség (Prokino) függetlenül készített külön filmeket kisebb mérőkkel (mint például 9,5 mm és 16 mm), és radikálisabb szándékokkal. A tendencia filmek szigorú cenzúrázástól szenvedtek az 1930-as évek fele közeledve, s ennek következtében több Prokino tagot letartóztattak, és több mozgalmat eredményesen elnyomtak. Ezek a lépések a kormány részéről mély hatást gyakoroltak a politikai elégedetlenség kimutatására az 1930-as évek mozijában. Néhány film ebből a korszakból: Szakanaja Honda, Dzsicuroku Csúsingura, Horaiszan, Jamata no Orocsi, Maborosi no hikari, Kurutta Ippédzsi, Dzsúdzsiro, Kurama Tengu: Kjófu Dzsidai és Szódzsóbó.
A The Captain's Daughter egy későbbi verziója volt az egyike a legelső hangosfilmeknek. A film a Mina Talkie System-et használta. A japán filmipar később két csoportra vált szét: az egyik megőrizte a Mina Talkie System-et, míg a másik az Iisutofyon Talkie System-et kezdte el használni, amellyel Tojo Masaki filmjei is készültek.
Az 1923-as nagy kantói földrengés, a második világháború alatti tokiói bombázás, az idő múlásának természetes hatásai következtében, továbbá Japán páratartalmának és a gyúlékony és instabil nitrocellulóz film azt eredményezte, hogy Japánban nagy hiány van a túlélő filmekből ebből az időszakból.

### 1930-as évek

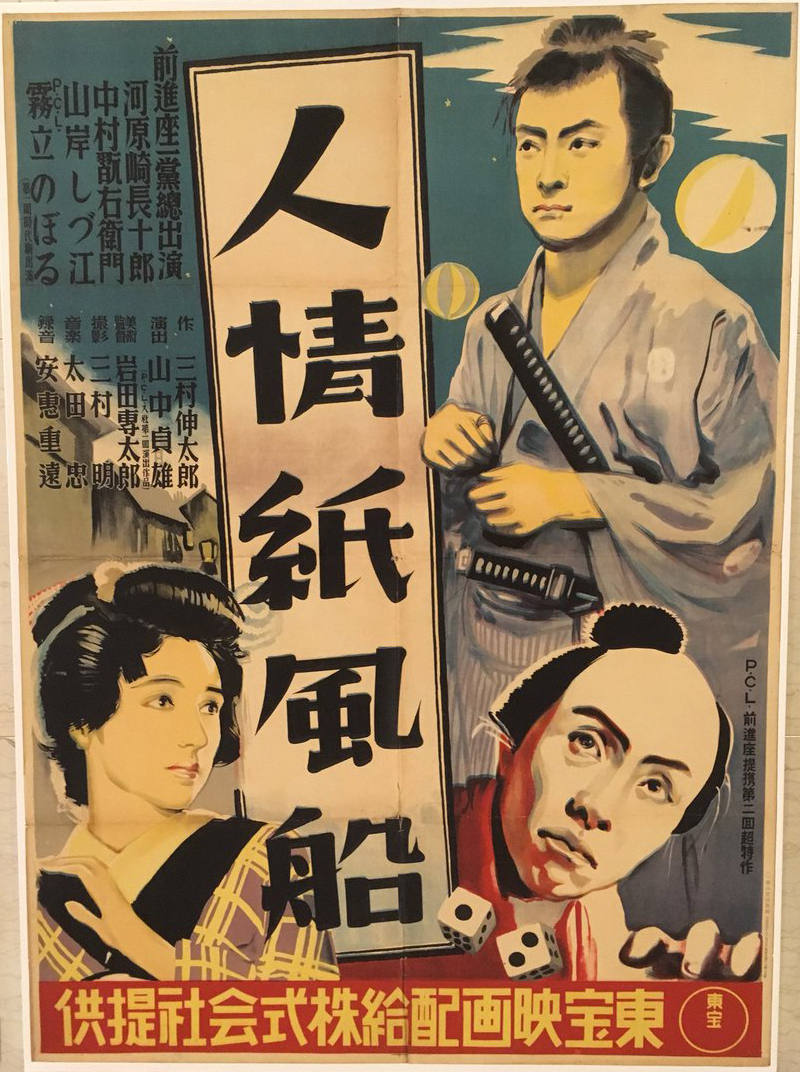
Jamanaka Szadaó mozi plakátja 1937-ben a Ninjó kami fúszen-re

A Nyugattal ellentétben Japánban még az 1930-as években is gyártottak némafilmeket. Néhány japán hanggal ellátott rövidfilm készült a 20-as 30-as években, de Japán első játékfilm hosszúságú hangosfilmje a Fudzsivara Josie no furuszato (1930) volt, mely a Mina Talkie Systemet használta. A jelentősebb hangosfilmek közé tartozik ebből a korszakból például Narusze Mikiótól a Cuma jo bara no joni (1935), mely az első Japán film volt, ami filmszínházi kiadást kapott Amerikában. Ozu Jaszudzsirótól a Tókjó no jado a neorealizmus műfajának előfutárának tekinthető. Ide tartozik még Mizogucsi Kendzsitől a Gion no simai (1936), a Naniva eredzsii (1936) és a Zangiku monogatari (1939); valamint Jamanaka Szadaótól a Nindzsó kami fúszen (1937).
Az 1930-as években jelentősen növekedett a kormány közreműködése a filmiparban, amit a Film Törvény 1939-es bevezetése is jól szimbolizál – ez nagyobb hatáskört biztosított az államnak a filmipar felett. A kormány ösztönözte a filmek egy bizonyos formáját, mint például a propagandafilmek gyártását, valamint támogatta a dokumentumfilmeket (bunka eigának, azaz „kultúrafilmeknek” is nevezték ezeket) melyek fontos közlendővel rendelkeztek. Ilyen filmeket készített többek között Kamei Fumio. A realizmus részesült előnyben; filmelméleti kutatók, mint például Imamura Taihei a dokumentumfilmeket pártolta, míg egyes rendezők, mint Simizu Hirosi és Taszaka Tomotaka fantasztikus filmeket készítettek erőteljes realisztikus stílusban.

### 1940-es évek
A második világháború és a gyenge gazdaság miatt a munkanélküliség gyorsan terjedt Japánban, és ennek következményeit a filmipar is megszenvedte.
Ebben az időszakban, mikor Japán a birodalmát terjesztette, a japán kormány a propaganda egyik eszközét látta a moziban, hogy a Japán Birodalom dicsőségét és legyőzhetetlenségét mutassa. Ennek következtében sok film ebből a korszakból hazafias és katonai témákat ábrázol. 1942-ben Jamamoto Kadzsiró Hawai Mare oki kaiszen című filmje a Pearl Harbor-i csatát ábrázolja. A film speciális effektek segítségével készült, Cuburaja Eidzsi rendezte. Pearl Harbor egy miniatűr modelljét is elkészítették, és használták a filmhez.
Kuroszava Akira debütáló filmje a Szugata Szansiro volt 1943-ban. Az első közös munka Kuroszava és a színész Mifune Tosiró között a Joidore Tensi (1948), és a Nora Inu (1949) voltak. Ozu Jaszudzsiró rendezte a kritikailag és kereskedelmileg sikeres Bansun-t 1949-ben.
A Mainicsi film díjat 1946-ban alapították.
A második világháború vége a szövetséges hatalmak legfőbb parancsnoka megszállását jelentette japánban. Ezt követően Japán egy évtizednyi amerikai filmnek lett kitéve mely a háború idején tiltva volt a kormány által.

### 1950-es évek

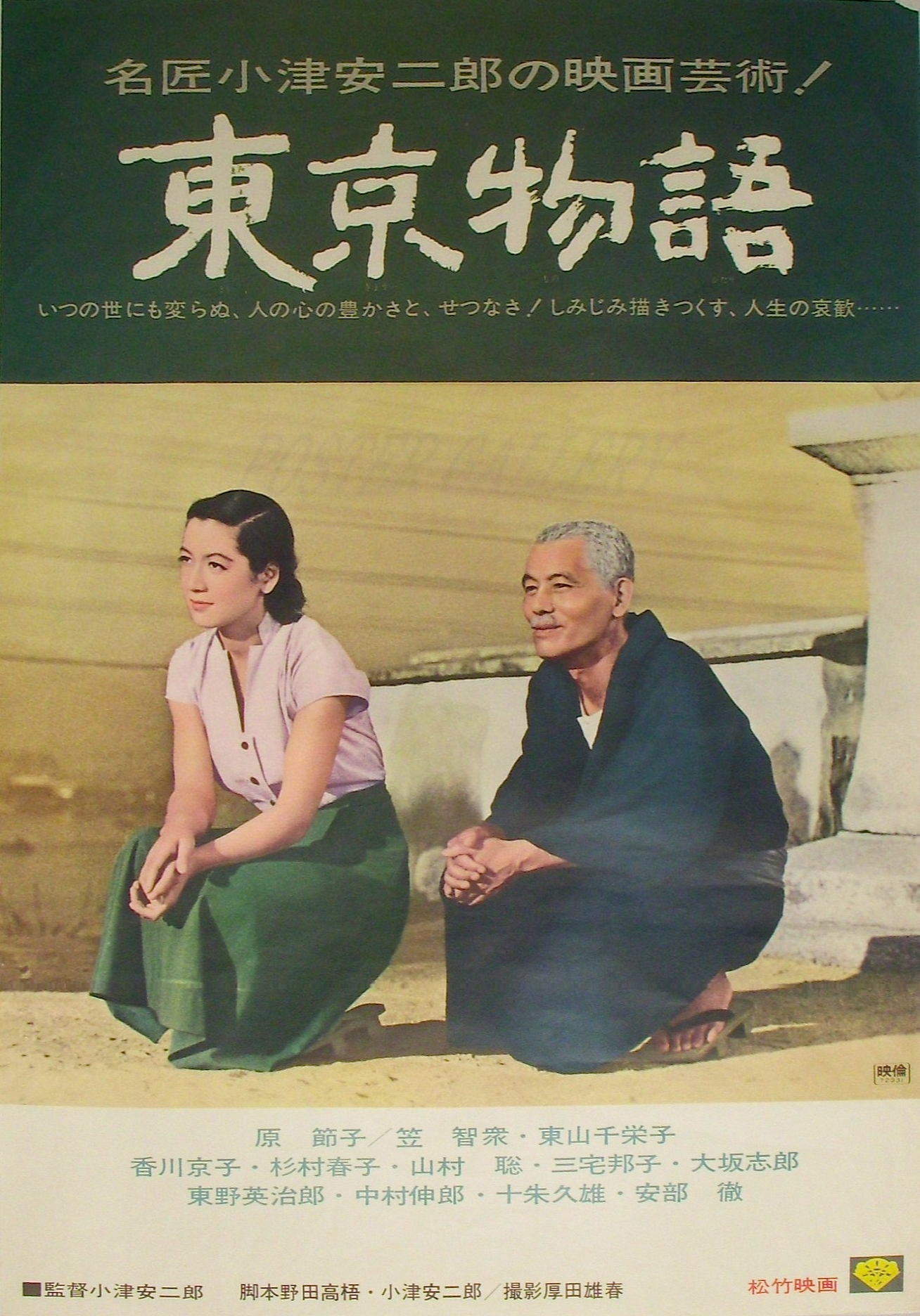
Tokiói Történet (Ozu Jaszudzsiró, 1953)

Az 1950-es éveket széles körben a Japán filmművészet aranykorának tartják. Ezekből az időkből három film (Rasómon, A hét szamuráj, Tokiói történet) került fel a 2002-es Sight & Sound "minden idők legjobb filmjei" listára a kritikusok és rendezők szavazása alapján. Az amerikai megszállás utáni korszak a sokszínűség növekedéséhez vezetett filmeloszlás tekintetében – ez nagyban volt köszönhető a Tóhó, Daiei, Szocsiku, Nikkacu és Tóei filmstúdiók megnövekedett teljesítményének. Ebben az időszakban emelkedett ki a Japán filmművészet négy művésze: Kobajasi Maszaki, Kuroszava Akira,  Mizogucsi Kendzsi, és Ozu Jaszudzsiró . Mindegyik rendező egyedi és innovatív módon állt a háború hatásait, és az ezt követő amerikai megszállást illető kérdésekhez.

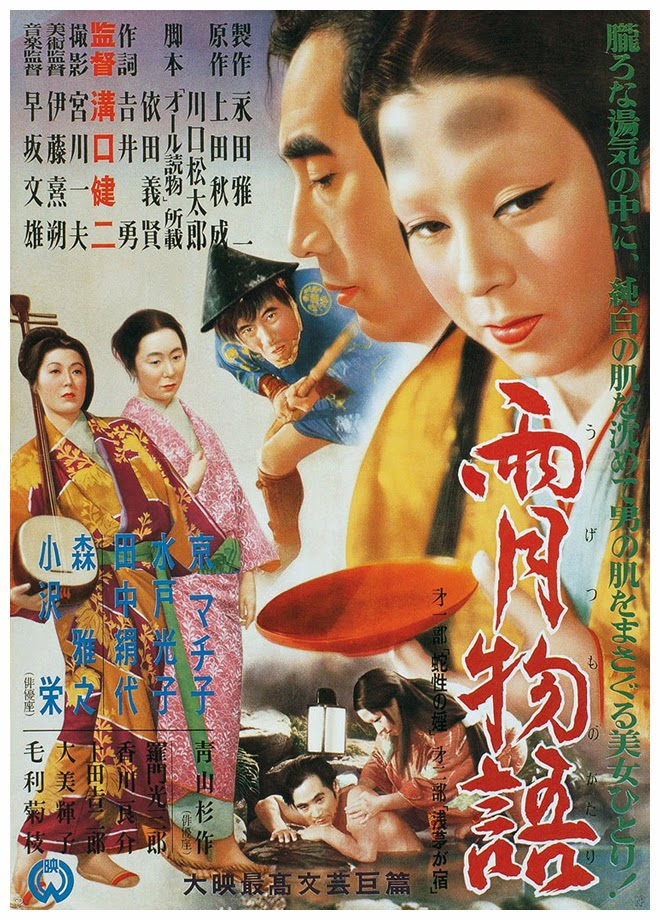
Ugecu (Mizogucsi Kendzsi, 1953)

Az évtized a Kuroszava Akira által készített Rashómonnal (1950) indult, mely elnyerte az Arany oroszlán díjat a Velencei Nemzetközi Filmfesztiválon 1951-ben, és a legjobb idegen nyelvű filmnek járó Oscar-díjat 1952-ben – ez által jelezte a Japán filmművészet belépését/betörését a világszínpadra. Ez a szerep jelentette a kitörést a legendás filmcsillagnak, Mifune Tosirónak. 1953-ban a Goso Heinoszuke által rendezett Entocu no mieru baso volt versenyben a harmadik Berlini Nemzetközi Filmfesztiválon.

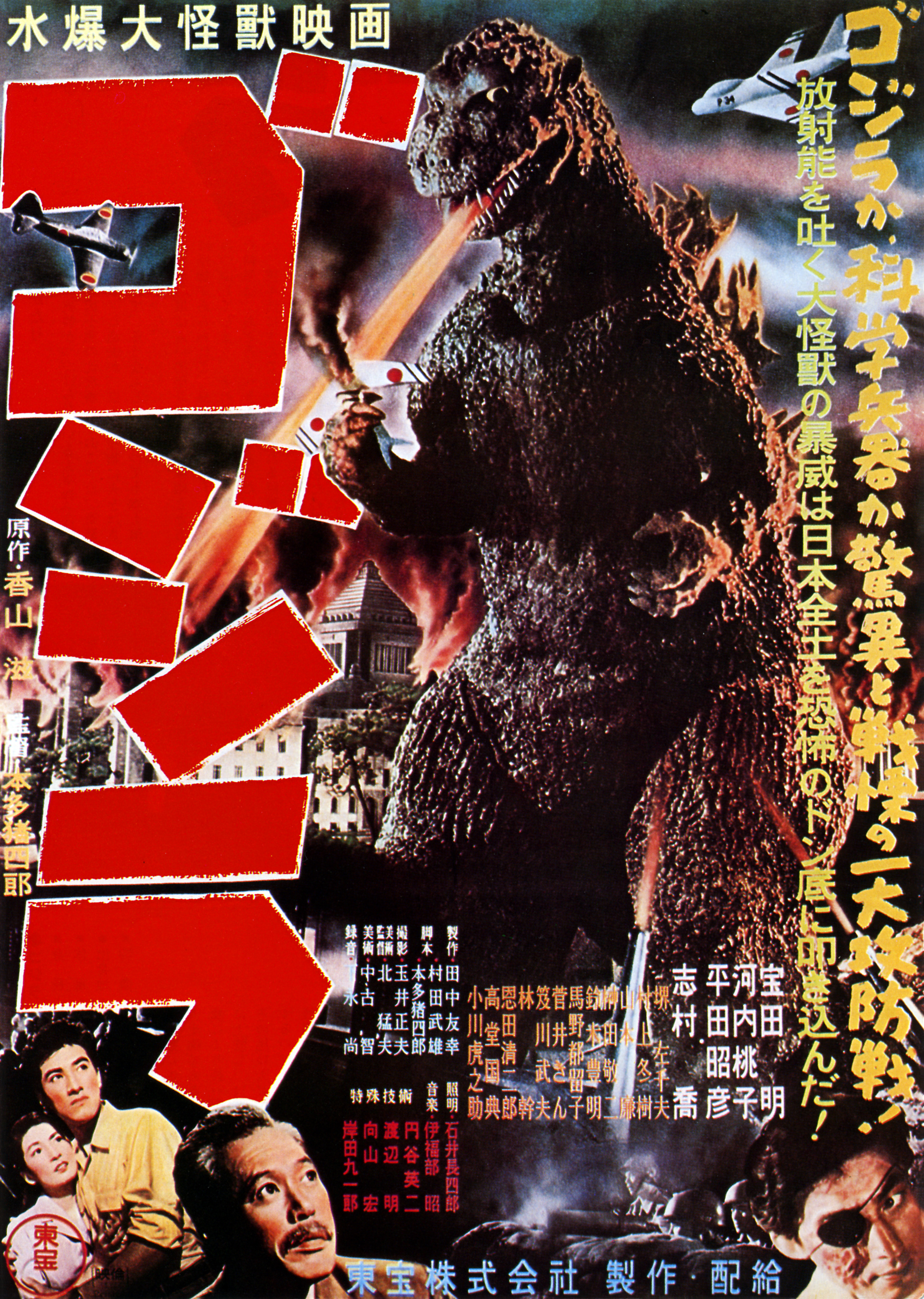
Godzilla (Honda Isiró, 1954)

Az első japán színes film a Kinosita Keiszuke által rendezett Karumen kokjó ni kaeru volt, mely 1951-ben került mozikba, és a film fekete-fehér változata szintén elérhető volt. A Tokyo File 212 (1951) az első amerikai játékfilm, melynek egészét Japánban forgatták. A főszerepet Florence Marly és Robert Peyton játszotta, és Icsimaru gésa is megjelent egy rövid kámeaszerepben. A Tonichi Enterprises Company koprodukciójával készült a film, mely Ikuzó Szuzukihoz tartozott. A Dzsigokumon (1953), Kinugasza Teinoszuke filmje volt az első, ami Eastmancolor filmet használt. A Dzsigokumon egyaránt volt a Daiei első színes filmje, valamint az első japán színes film, amely külföldön is megjelent. 1954-ben Oscar-díjat kapott legjobb jelmeztervezésért (Vada Szanzó), és a legjobb idegen nyelvű film Tiszteletbeli díját. Elnyerte az Arany Pálmát a Cannes-i fesztiválon is, elsőként a japán filmek történetében.
1954-ben két film is megjelent, mely Japán legnagyobb hatású filmjei közé tartozik. Az első a Kuroszava által rendezett A hét szamuráj – egy csapat felbérelt szamurájról szól, akik megvédenek egy tehetetlen falut a pénzéhes tolvajoktól. Ugyanebben az évben Honda Isiró elkészítette az antinukleáris szörnydrámát, a Godzillát, mely Amerikában is megjelent Godzilla, King of Monsters címen. Bár a nyugati kiadásra megszerkesztve, de a Godzilla Japán nemzetközi ikonjává vált, és létrehozta a kaidzsú filmek egész alműfaját. Szintén 1954-ben mind egy másik Kuroszava film, Ikiru, valamint Ozu Jaszudzsiró Tokyo Story-ja is versenyben volt a 4. Berlini Nemzetközi Filmfesztiválon.
1955-ben Inagaki Hirosi Oscar-díjat nyert Legjobb Idegen Nyelvű Film kategóriában a szamuráj trilógiájának első részével, majd később 1958-ban elnyerte az Arany Oroszlánt a Velencei Nemzetközi Filmfesztiválon a Muhómacu no issó című filmjével. Icsikava Kon két háborúellenes drámát rendezett: A burmai hárfát 1956-ban, melyet Az Oscar gálán Legjobb idegen Nyelvű Film kategóriában jelöltek, és a Nobi-t 1959-ben. Emellett ő rendezte Misima Jukio Kinkaku-dzsi novellájából adaptált Endzsó-t 1958-ban. Kobajasi Masaki 3 filmet készített, melyek együttesen úgy lettek ismertek, mint a „The Human Condition Trilogy”: melynek első része a „No Greater Love” (1959), második a „The Road To Eternity” (1959), és végezetül a trilógia 1961-ben az „A Soldier's Prayer”-rel fejeződött be.
Mizogucsi Kendzsi 1956-ban halt meg, s karrierjét egy sorozat mesterművel fejezte be. Név szerint a következőkkel: Oharu élete (1952), Ugetsu története (1953) és Szansó tiszttartó (1954). Megnyerte az Ezüst Medvét a Velencei Filmfesztiválon az Ugetsu történetével. Mizogucsi filmjei gyakran foglalkoznak a tragédiákkal, melyeket a japán társadalom vetít a nőkre. Narusze Mikio több filmet is készített mint például a Repast (1950), a Late Chrysanthemums (1954), a The Sound of the Mountain (1954) és a Floating Clouds (1955). Ozu Jaszudzsiró  „A napéjegyenlőség virágával” kezdett el először színes filmeket rendezni 1958-ban, melyet később a „Sodródó emberek" követett 1958-ban és a „Jó reggelt!” 1959-ben. A Sodródó embereket egyébként egy korai némafilmjéből adaptálta, az „A vízsodorta fűszálak történetéből” (1934), és Mijagava Kazuóval forgatta, aki az „A vihar kapujában” és a Szansó tiszttartó operatőre volt.
A Kék Szalag Díjat 1950-ben vezették be. Az első aki megnyerte Legjobb Film kategóriában Imai Tadasi volt, a Mata au hi made filmjével.

### 1980-as évek
Az 1980-as években a főbb japán filmstúdiók hanyatlásnak indultak, és ezzel egyetemben a hozzájuk kötődő mozi láncok is. Ennek következtében a Tóhó és Tóei is alig tudott versenyben maradni. Sócsiku majdnem teljes egészében csak az Otoko va curai filmekből  tartotta fenn magát, a Nikkacu stúdió pedig tovább hanyatlott.
A rendezők idősebb generációjából Kuroszava Akira ekkor rendezte a Káoszt (1985) és az Árnyéklovast (1980), mely utóbbi elnyerte az Arany Pálmát az 1980-as Cannes-i  Filmfesztiválon. Szuzuki Szeidzsun visszatérését a Tsigoineruwaizen-nel kezdte 1980-ban. Imamura Sóhei nyerte meg az Arany Pálmát a Cannes-i Filmfesztiválon Narajama Balladájával (1983). Josida Josisige 1973-as Kaigenrei c. filmje után 1986-ban készítette következő filmjét, a Ningen no Jakuszokut.
Új rendezők jelentek meg a 80-as években, többek között a színész Itami Dzsúzó-t is, aki első filmjét, az Oszósikit 1984-ben rendezte. Ezen felül az 1985-ben megjelent Tampopóval kritikai és jegyeladási sikert ért el. Kuroszava Kijosi, aki nemzetközi figyelmet az 1990-es évek közepétől kezdett szerezni, a rózsaszín filmekkel és horror műfajjal debütált.
Az 1980-as évek során növekedett az anime népszerűsége. Ezt elősegítette, hogy új animációs filmek jelentek meg minden nyáron és télen, gyakran eleve népszerű animációs televízió sorozatok alapján. Osii Mamoru az ő úgynevezett mérföldkövét, a Tensi no tamagót 1985-ben adta ki. Mijazaki Hajao a Nauszika – A szél harcosai mangáját ugyanezzel a címmel játékfilmmé adaptálta 1984-ben. Ótomo Kacuhiro követte Mijazaki példáját, és adaptálta saját Akira című mangáját ugyanezzel a névvel szintén játékfilmmé 1988-ban.
Az otthoni videó megjelenése a filmipar számára egy új ágazat megjelenését tette lehetővé.

### 1990-es évek

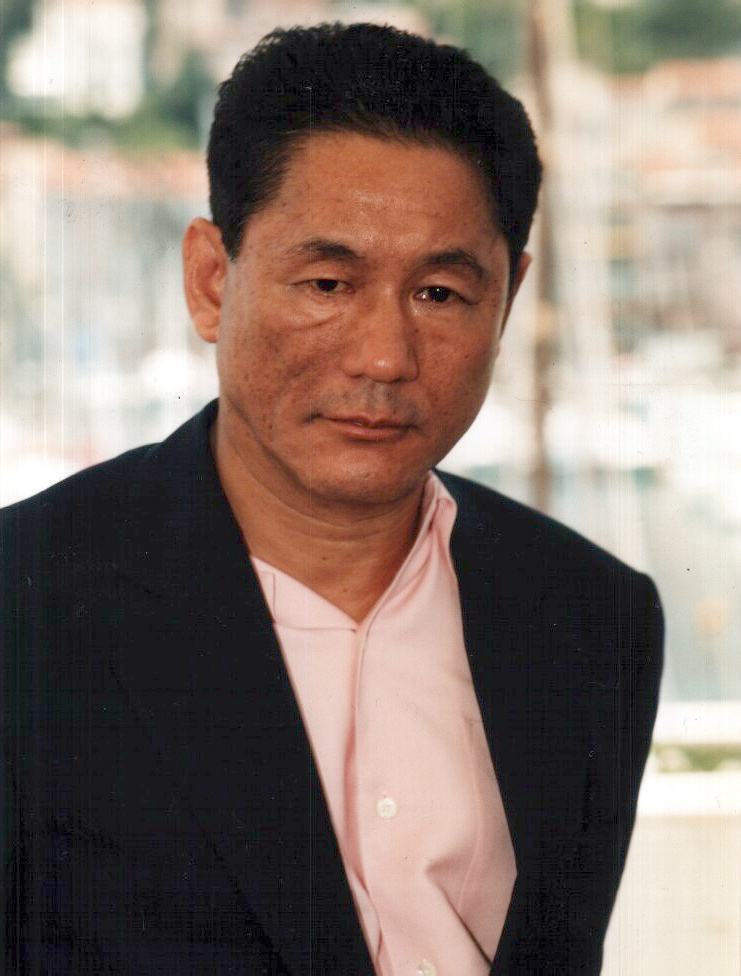
Kitano Takesi

A gazdasági recesszió következtében Japánban a mozik száma fokozatosan csökkenni kezdett az 1960-as évektől kezdve. Az 1990-es évektől ez a folyamat megfordult, és a Multiplex bemutatása is ekkor történt meg Japánban.
Kitano Takesi jelentős filmkészítővé nőtt az olyan munkáinak köszönhetően, mint például a Szonatina (1993), A kölykök visszatérnek (1996), vagy a Tűzvirágok (1997), mely a Velencei Filmfesztiválon elnyerte az Arany Oroszlánt. Imamura Sóhei ismét elnyerte az Arany Pálmát (melyen az iráni Abbas Kiarostamival osztozott meg), ezúttal Az angolna (1997) című filmjével. Ő volt a negyedik, aki kétszer nyert díjat Alf Sjöberg, Francis Ford Coppola és Billie August után.
Kuroszava Kijosi nemzetközi elismerést szerzett a Gyógymód (1997) megjelenését követően. Miike Takasi termékeny karrierbe kezdett olyan filmekkel, mint a Meghallgatás (1999), A szárnyas ember Kínában (1998), és a Dead or Alive: Hanzaisha (1999). A korábban dokumentumfilm készítő Koreeda Hirokazu elismert játékfilm készítői karrierbe kezdett a Maborosi no hikari-val (1996) és a Túlvilággal (1999).
Mijazaki Hajao két kimagasló jegyeladási, és kritikai sikert elérő filmet rendezett. Az egyik a Porco Rosso – A mesterpilóta (1992) – mely legyőzte az E.T. (1982) bevételét, ami ekkoriban a legnagyobb volt Japánban; és az A vadon hercegnője (1997), mely elnyerte a legnagyobb bevételért járó helyezést, míg meg nem jelent a Titanic (1997).
Számos új anime rendező tett szert széleskörű elismerésre – ezzel azt az elképzelést erősítették, hogy az animének nem csak szórakoztatási célra van, hanem a modern művészeti értéke. Osii Mamoru nyilvánosság elé tárta a nemzetközileg elismert pszichológiai tudományos-fantasztikus akciófilmet, a Páncélba zárt szellemet 1996-ban. Kon Szatosi rendezte a díjnyertes pszichológiai thrillert a Perfect Blue-t. Anno Hideaki szintén jelentős elismerést szerzett a Neon Genesis Evangelion: Az Evangelion végével 1997-ben.

### 2000-es évek
A Japánban bemutatott filmek száma fokozatosan növekedett, a 2006-os évben már 821 filmet adtak ki. Azok a filmek, amelyek Japán televíziós sorozatokon alapultak, különösen nagy népszerűségnek örvendtek ebben az időszakban. Az anime filmek ekkorra már a filmgyártás 60%-át tették ki. Az 1990-es és 2000-es éveket nevezték a "Japán mozi második aranykorának", az animék óriási népszerűségének köszönhetően, mind Japánban és a tengerentúlon.
Bár nem kereskedelmi siker, a Rirí Susu no Szubete melyet Ivai Sundzsi rendezett, a 2001-es berlini, jokohamai és a sanghaji filmfesztiválon nagy megbecsülésnek örvendett. Kitano Takesi megjelent a Battle Royaleban, valamint rendezőként és színészként közreműködött a Dolls-ban és a Zatóicsi-ben. Több horrorfilm is kereskedelmi siker lett, mint például a Kairo, a Sötét víz (Dark Water), a Jogen, vagy például az A harag sorozat, és a Nem fogadott hívás. 2004-ben, a Godzilla: A végső harc, melyet  Kitamura Rjúhej rendezett, a Godzilla első megjelenésének 50. évfordulóját ünnepelték. 2005-ben, a filmrendező Szuzuki Seidzsun elkészítette az 56. filmjét, az Operetta tanuki gotent. Koreeda Hirokazu több filmfesztivál díjat nyert világszerte két filmjével, a Distance-el és az Anyátlanokkal. A női filmrendező Kavasze Naomi a Mogari no mori nevezetű filmjével megnyerte a Nagydíjat a Cannes-i film fesztiválon 2007-ben. Jamada Jodzsi, az Otoko va Curai jo sorozat rendezője egy trilógiát készített elismert revizionista szamuráj filmekből. Az első a 2002-ben megjelent Az alkonyat harcosa, melyet a Rejtett penge 2004-ben, majd a Szerelem és becsület követett 2006-ban.

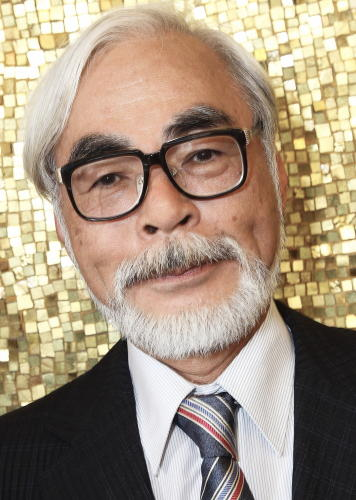
Mijazaki Hajao

Anime tekintetében Mijazaki Hajao 2001-ben rendezte a Chihiro Szellemországbant, megdöntve minden korábbi jegyeladási rekordot, és számtalan díjat elnyerve. Ezt követte A vándorló palota és Ponyo a tengerparti sziklán 2004 és 2008-ban. 2004-ben Osii Mamoru nyilvánosság elé tárta a Páncélba zárt szellem 2-t, mely világszerte kritikai dicséretben részesült. A 2008-as Égenjárók című munkája hasonló pozitív nemzetközi fogadtatást kapott. Kon Szatosi szintén közzétett 3 szerényebb, de ennek ellenére nagyon sikeres filmet: a Szennen Dzsojú, a Tokiói keresztapák valamint a Paprika. Ótomo Kacuhiro közzétette a Steamboy-t (2004), az első animációs projektjét, az 1995-ös Emlékek rövidfilm válogatása óta. A Studio 4°C közreműködésével az amerikai rendező Michael Arias megjelentette a Tekkon Kinkreet-et 2008-ban, és nemzetközi elismerést kapott. Több évnyi, főképp visszafogottabb élőszereplős film rendezése után Anno Hideaki megalakította saját produkciós stúdióját, és visszatért a még mindig népszerű Evangelion franchise-hoz a Rebuild of Evangelion tetralógiával – egy új film sorozat, mely az eredeti történet egy alternatív újrafeldolgozását mutatja be.
2000 februárjában alakult meg a Japán Filmbizottság Promóciós Tanácsa. 2001. november 16-án a Japán Alapítvány a "Művészetek Támogatásának" törvényét benyújtotta a Képviselőház felé. Ezen törvények célja az volt, hogy támogassák a médiával kapcsolatos művészeteket, például a filmes tájak terén, és kikötötte, hogy az államnak – mind nemzeti mint területi szinten – segítséget kell nyújtania a filmes média megőrzésének érdekében. A törvények november 30-án átmentek, és december 7-én léptek hatályba. 2003-ban a Kulturális Ügyek Ügynökségének összejövetelénél 12 rendelkezés lett benyújtva írott formában, hogy a nyilvános készítésű filmek is részesüljenek támogatásban, valamint mutassák be őket a Modern Művészetek Nemzeti Múzeumának Film Központjában.

### 2010-es évek
Négy film kapott eddig nemzetközi elismerést azáltal hogy kiválasztották őket, hogy nagyobb fesztiválokon versenyezzenek: Vakamacu Kódzsi-tól a Pillangó volt versenyben az Arany Medvéért a 60. Berlini Nemzetközi Filmfesztiválon, és megnyerte a legjobb színésznőnek járó Ezüst medvét; Kitano Takesi-től az Outrage volt versenyben az Arany Pálmáért a 2010-es Cannes-i Filmfesztiválon; valamint Szono Sion-tól Himizu volt versenyben az Arany Oroszlánért a 68. Velencei Nemzetközi Filmfesztiválon.
2011-ben, Miike Takasi Hara-Kiri: Egy Szamuráj Halála volt versenyben az Arany Pálmáért a 2012-es Cannes-i Filmfesztiválon, az első 3D-s film, melyet levetítettek a Cannes-i versenyen. A film társproducere a Brit független producer Jeremy Thomas, aki sikeresen vitte nemzetközi vászonra az alábbi japán filmeket: Osima Nagiszától a Boldog Karácsonyt, Mr. Lawrence! és a  Tabu, Kitano Takesitől a Fivér valamint Miike Takasi-tól a 13 Bérgyilkos.

## Műfajok
Japán filmműfajok többek közt:

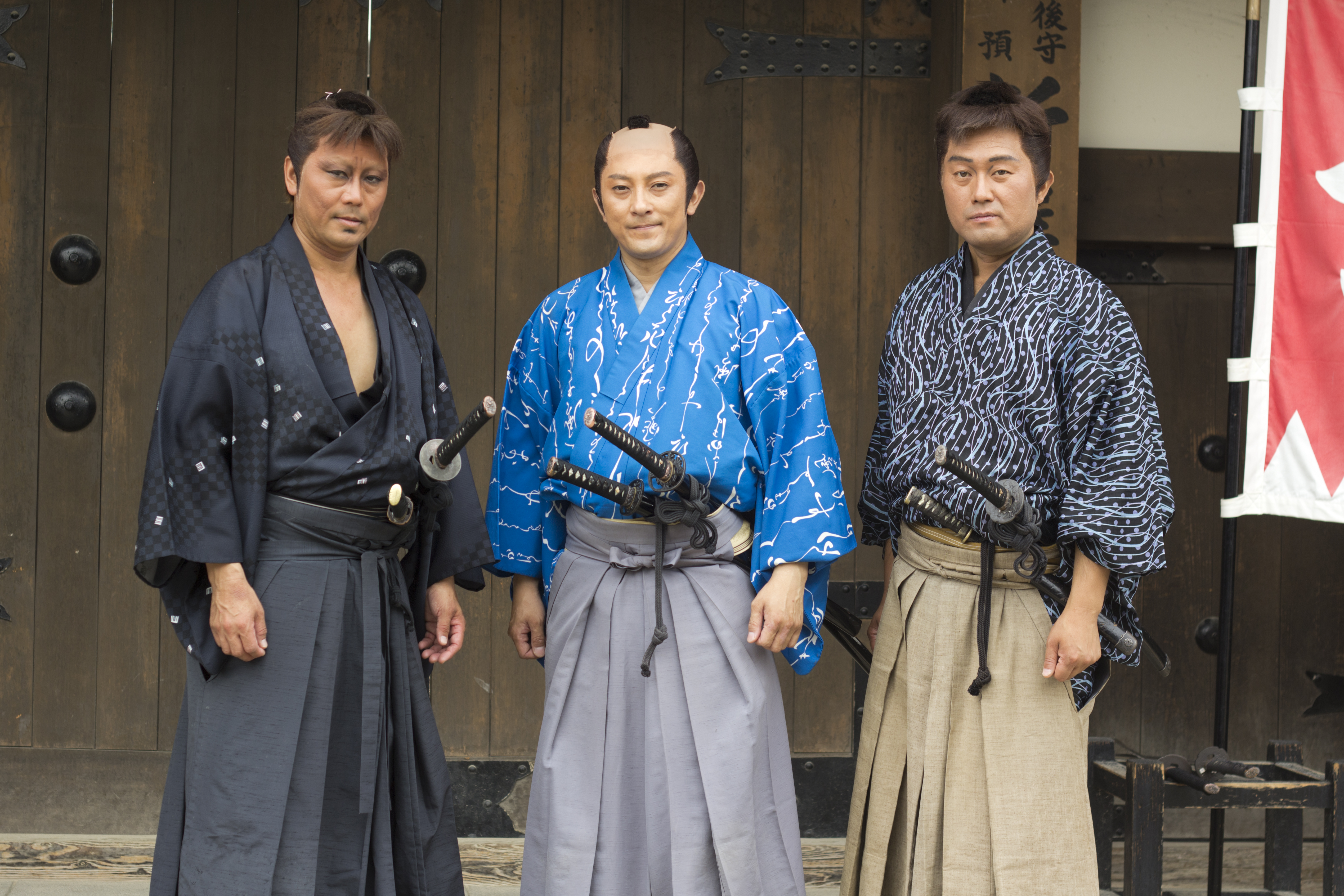
Szamurájt és ronint játszó színészek a Kiotói Eigamura filmstúdióban

- Dzsidaigeki: időszakos darabok, melyek az Edo-korban (1603-1868), vagy korábban játszódnak
  - Szamurájfilmek, a dzsidaigeki alműfaja, csambaraként is ismert (hangutánzó szó mely leírja milyen hangja van, mikor kardok csapnak össze)
- Horror: horrorfilmek, mint például a Kör
- Tokuszacu
  - Kaidzsú: szörny filmek, mint a Godzilla
- Rózsaszín filmek: erotikus , pornográf filmek
- Jakuza filmek: filmek Jakuza gengszterekről
- Gendai-geki: a "dzsidaigeki" ellentéte, filmek melyek a jelen korban játszódnak
- Somin-geki: valósághű filmek átlagos dolgozó emberekről
- Anime: Animáció. Az Anime a "Japán animáció"-ra utal
  - Mecha
- Sci-fi
  - Cyberpunk

## Bevétel
| Év   | Bruttó (a milliárdok jenben értendők) | Hazai részesedés | Jegyeladás (millió) | Forrás(ok) |
| ---- | ------------------------------------- | ---------------- | ------------------- | ---------- |
| 2009 | 206                                   | 57%              | 169                 |            |
| 2010 | 221                                   | 54%              | 174                 |            |
| 2011 | 181                                   | 55%              | 144.73              |            |
| 2012 | 195.2                                 | 65,7%            | 155.16              |            |
| 2013 | 194                                   | 60,6%            | 156                 |            |
| 2014 | 207                                   | 58%              | 161                 |            |
| 2015 | 217.119                               | 55,4%            | 166.63              |            |

## Lásd még
- A világ mozijai
- A film története
- A japán Filmakadémia díja
- Japán színészek listája
- Japán színésznők listája
- Japán filmrendezők listája
- Japán filmek listája
  - műfajok:
    - Dzsidaigeki
    - Szamuráj mozi
    - Ninja
    - Tokuszacu
- Japán nyelvű filmek listája
- Japán filmstúdiók listája
- Nuberu bagu (Japán új hullám)
- Lista a Japán beadványokról a Legjobb Idegen Nyelvű Film Oscar-Díj kategóriára
- Televízió Japánban
- Szinkron Japánban

## Fordítás
- Ez a szócikk részben vagy egészben  a   Cinema_of_Japan című angol Wikipédia-szócikk ezen változatának fordításán alapul.  Az eredeti cikk szerkesztőit annak laptörténete sorolja fel. Ez a jelzés csupán a megfogalmazás eredetét és a szerzői jogokat jelzi, nem szolgál a cikkben szereplő információk forrásmegjelöléseként.